# Boys Republic

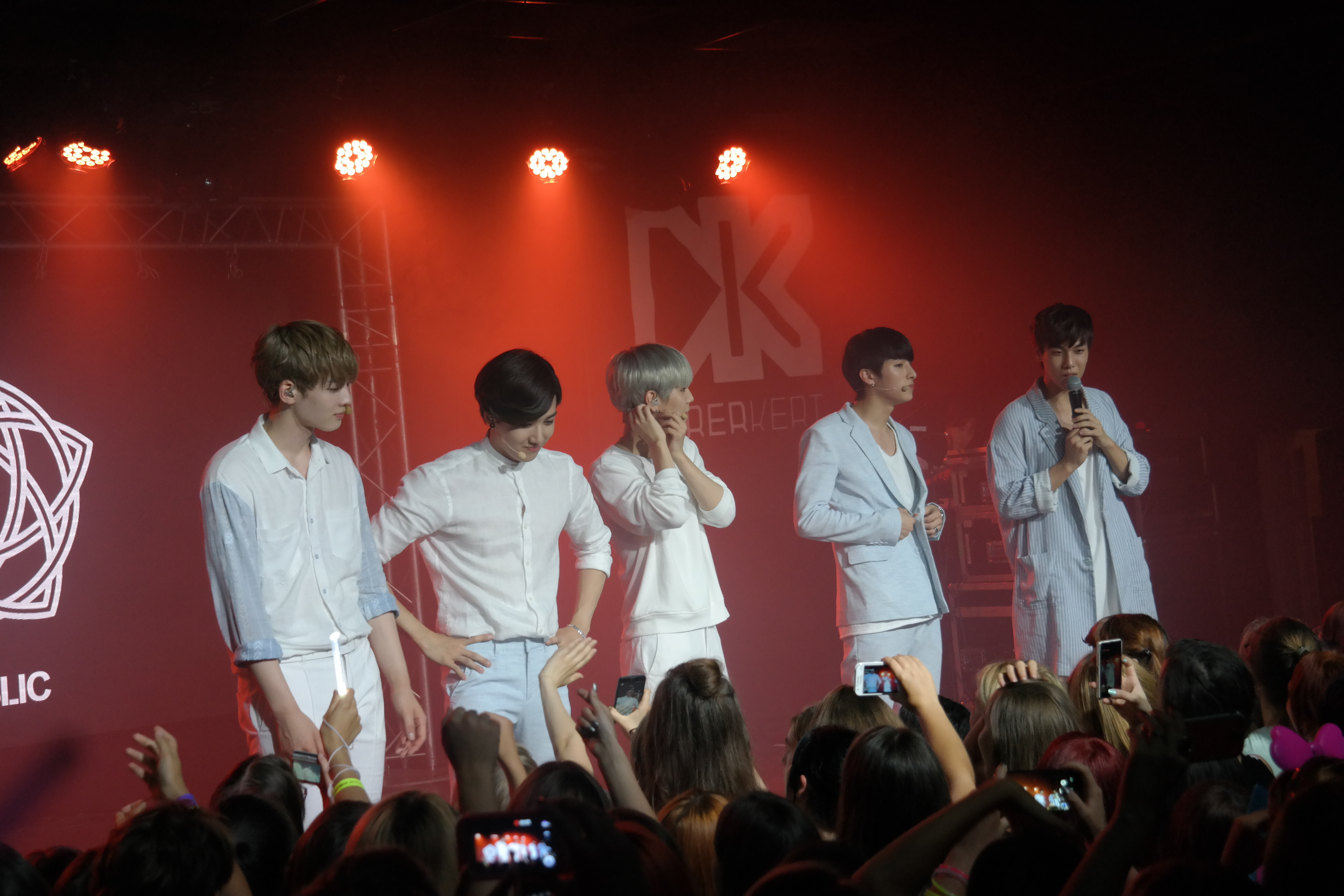
A Boys Republic Budapesten, 2015. július 11-én a Dürer Kertben

A Boys Republic (hangul: 소년공화국, Szonjongonghvaguk, handzsa: 少年共和國, RR: Sonyeongonghwaguk) 2013-ban alapított dél-koreai fiúegyüttes, a Universal Music Group első K-pop-együttese.

## Története
Az együttes a Party Rock című dallal debütált, mely első helyet ért el az indonéz, szingapúri, fülöp-szigeteki és thaiföldi iTunes Store letöltési listán. 2013 júniusában és júliusában az SBS MTV csatorna nyolc részes valóságshowt vetített Rookie King: Boys Republic címmel.
2014-ben a Boys Republic elnyerte az országos Korean Entertainment Arts Award újonc díját.
2015-ben az együttes nyolc állomásos európai turnén vett részt, melynek keretében Budapesten a Dürer Kertben is felléptek.

## Diszkográfia
- Identity (2013, középlemez)
- 예쁘게 입고 나와 (Jeppuge ipko nava (Yebbeuge ipgo nawa)) (2014, kislemez)
- Real Talk (2014, középlemez)
- Hello (2015, kislemez)